# Prionodonta amethystina
Prionodonta amethystina är en fjärilsart som beskrevs av W. Warren 1893. Prionodonta amethystina ingår i släktet Prionodonta och familjen mätare. Inga underarter finns listade i Catalogue of Life.